# Evolis
Evolis is een bedrijventerrein aan de E17 op grensgebied van Harelbeke, Zwevegem en Kortrijk. Evolis werd ontworpen als een duurzaam park. Het gebied wordt ontwikkeld door de intercommunale Leiedal. Het had eerst de naam Deltapark voor de naam in 2007 was gewijzigd.

## Geschiedenis
Op Evolispark bevond zich vroeger een Middel-Romeinse nederzetting. Een poel en grachten werden gedateerd tot de 1e en 3e eeuw volgens een  archeologisch onderzoek uit 2007. 

## Windpark
Een windmolenpark wordt beheerd door Luminus. In 2008 kwamen vier windturbines met drie wieken voor. Ze zijn genoemd naar De Daltons: Joe, Jack, Wiliam en Averell. De masten zijn hoger dan de Kortrijkse Sint-Maartenstoren en de wieken hebben een rotatiediameter van 70 à 90 meter. Het aantal wieken is niet doorsslagevend voor het elektrisch vermogen. Dat hangt vooral af van de windsnelheid en van de oppervlakte van de cirkel die de wieken beschrijven.

## Toekomst
In het ruimtelijk uitvoeringsplan KVK-stadion wordt de mogelijkheid gegeven om op de gronden aan de Oudenaardsesteenweg een nieuw voetbalstadion te bouwen. Volgens berichten in verschillende media zou het op de Evolis-site gaan om een stadion voor KVK met 12.000 zitjes (tegenover 9.399 in het huidige Guldensporenstadion). Naast het stadion zou een hotel komen en is er ook plek voor commerciële- en vrijetijdsactiviteiten, maar geen winkels.